# Westerkappeln
Westerkappeln é um município da Alemanha localizado no distrito de Steinfurt, região administrativa de Münster, estado de Renânia do Norte-Vestfália.
Situa-se entre o município de Mettingen, ainda na Renânia do Norte-Vestfália, e o município de Osnabrück, já na Baixa Saxônia. O município apresenta uma área vasta em relação ao volume da população, isso se deve às diversas vilas que pertencem a Westerkappeln, como Seeste e Velpe.
Westerkappeln se caracteriza como uma cidade pacata porém próspera. Há uma área industrial na cidade, chamada de Gartenkamp, onde há um número alto de indústrias de pequeno porte, mas que geram muitos empregos e movimentam a economia da cidade, que conta com 5 grandes supermercados, sendo eles Lidl, Edeka, K+K e Netto. Havia previsão de abertura de um supermercado Rewe em 2014, além de uma filial da rede Rossmann e da rede popular de confecções Takko.